# Bronislav Josef Svoboda
D. Bronislav Josef Svoboda, O.Praem. (20. duben 1916, Štěpánov – 5. prosince 1969) byl český (resp. moravský) římskokatolický duchovní, novoříšský premonstrát, perzekvovaný v době komunistického režimu.

## Životopis
V roce 1935 maturoval na Arcibiskupském gymnáziu v Kroměříži. Po maturitě nastoupil do semináře v Olomouci, do novoříšského kláštera nastoupil o rok později. Jednoduché sliby složil 23. srpna 1937, slavné sliby 21. ledna 1940. Kněžské svěcení přijal ve svatovítské katedrále v Praze 29. června 1940. Od 1. srpna 1941 byl jmenován kaplanem v Brně-Zábrdovicích, díky tomu nebyl zatčen při razii gestapa v novoříšském klášteře v roce 1942.
 Po válce (v září 1945) byl ustanoven administrátorem v Roseči, kde působil měsíc, poté nastoupil jako administrátor do Rancířova. Jeho dalším působištěm byla Brtnice a Nová Říše. Od dubna 1948 vypomáhal v klášteře Teplá. V roce 1950 byl internován v rámci Akce K v Želivi. Po nezdařeném útěku z internace byl odsouzen k pětiměsíčnímu vězení, poté byl poslán do tábora nucených prací, propuštěn byl roku 1955. 
Veřejné duchovní působení mu nebylo umožněno, pracoval jako průvodce cizinců a učitel cizích jazyků. Po roce 1968 se stal duchovním správcem sester premonstrátek ve Velkém Březně. Zemřel v roce 1969 na následky zachycení vlakem.